# 东昌镇
东昌镇，是中华人民共和国广西壮族自治区桂林市荔浦市下辖的一个乡镇级行政单位。

## 行政区划
东昌镇下辖以下地区：
栗木社区、东阳村、义敏村、河北村、滩头村、民强村、盘瑶村、思贡村、安静村、龙田村和环河村。